# يو إف سي 160
يو إف سي 160: فيلاسكيز ضد بيج فوت 2 (بالإنجليزية: UFC 160: Jones vs. Gustafsson)‏ كان حدثًا لفنون القتال المختلطة نظمته يو إف سي، وأُقيم في 25 مايو 2013 على إم جي إم جراند جاردن أرينا في لاس فيغاس، نيفادا.

## الجوائز الإضافية
حصل المقاتلون التالية أسماؤهم على مكافآت قيمتها 50،000 دولار:
- قتال الليلة: جونيور دوس سانتوس ضد مارك هانت
- الضربة القاضية لليلة: تي جيه جرانت
- إخضاع الليلة: غلوفر تيكسيرا

## وصلات خارجية
- صفحة الأحداث السابقة الرسمية ليو إف سي (بالإنجليزية)
- نتائج أحداث يو إف سي على Sherdog.com (بالإنجليزية)